# Sandager Kirke
Sandager Kirke ligger i Sandager Sogn i Assens Kommune i Båg Herred. Sandager Sogn blev sammenlagt med Holevad Sogn i 1571.
Indenfor i kirken findes en del kalkmalerier og dens tårn har et spir, da det er et sømærke.
I perioden 1684-1712 var Hans Jacobsen Hvalsøe sognepræst ved Sandager-Holevad Pastorat. Det siges at han var særdeles lærd særligt i hebraisk. Han forfattede i år 1700 et andagtsskrift med titlen De Bedendis aandelige Kiæde. Skriftet blev hyldet af Thomas Kingo og udgivet i 20 oplag før 1769. Skriftet blev senere bearbejdet af Vilhelm Birkedal og udkom så sent som i 1905 i en forkortet udgave. Et eksemplar er udstillet i kirken. I kirken findes også en madonna figur fra 1500-tallet, udformet af en af datidens bedste kunstnere Claus Berg.
I perioden 1936-43 var den senere professor i etik og religionsfilosofi ved Aarhus Universitet K.E. Løgstrup præst ved Sandager-Holevad Pastorat.

## Eksterne kilder og henvisninger
- Wikimedia Commons har flere filer relateret til Sandager Kirke
- Sandager Kirkes historie Arkiveret 21. oktober 2013 hos  Wayback Machine
- Sandager Kirke hos KortTilKirken.dk